# Зубченко Вікторія Володимирівна
Вікто́рія Володи́мирівна Зу́бченко (нар. 4 березня 1989) — українська художня гімнастка. Майстер спорту України міжнародного класу з художньої гімнастики.

## З життєпису
Народилась 1989 року. Представляла Київське міське фізкультурно-спортивне товариство «Спартак».
Багаторазова переможниця кубків і чемпіонатів України з художньої гімнастики.
Призерка Всесвітньої Гімназіади в Афінах; переможниця всесвітньої універсіади в Бангкоку, призерка світових гран-прі.
Закінчила навчання в національному педагогічному університеті імені М. П. Драгоманова.
Тренер групових та індивідуальних тренувань з гімнастики і стретчингу.
Брала участь у літніх Олімпійських іграх 2008 року в Пекіні.
Також брала участь у чемпіонатах світу, зокрема на чемпіонатах світу з художньої гімнастики-2005, -2007 та 2009 років.